# Banga (Aklan)
Banga (Bayan ng Banga) är en kommun i Filippinerna. Kommunen ligger på ön Panay och tillhör provinsen Aklan. Folkmängden uppgår till 39 505 invånare år 2015.

## Barangayer
Banga är indelat i 30 barangayer.
| - Agbanawan - Bacan - Badiangan - Cerrudo - Cupang - Daguitan - Daja Norte - Daja Sur - Dingle - Jumarap - Lapnag - Libas - Linabuan Sur - Mambog - Mangan | - Muguing - Pagsanghan - Palale - Poblacion - Polo - Polocate - San Isidro - Sibalew - Sigcay - Taba-ao - Tabayon - Tinapuay - Torralba - Ugsod - Venturanza |